# Filandari
Filandari är en ort och kommun i provinsen Vibo Valentia i regionen Kalabrien i Italien. Kommunen hade 1 866 invånare (2017).